# Paul Kleinschnittger
Paul Kleinschnittger (* 24. Februar 1909 in Hoppecke; † 3. Januar 1989 in Marsberg) war ein deutscher Modellbautischler, er wurde später Automobilkonstrukteur und Produzent; er baute den ersten deutschen Kleinwagen nach dem Zweiten Weltkrieg in Serie.

## Leben

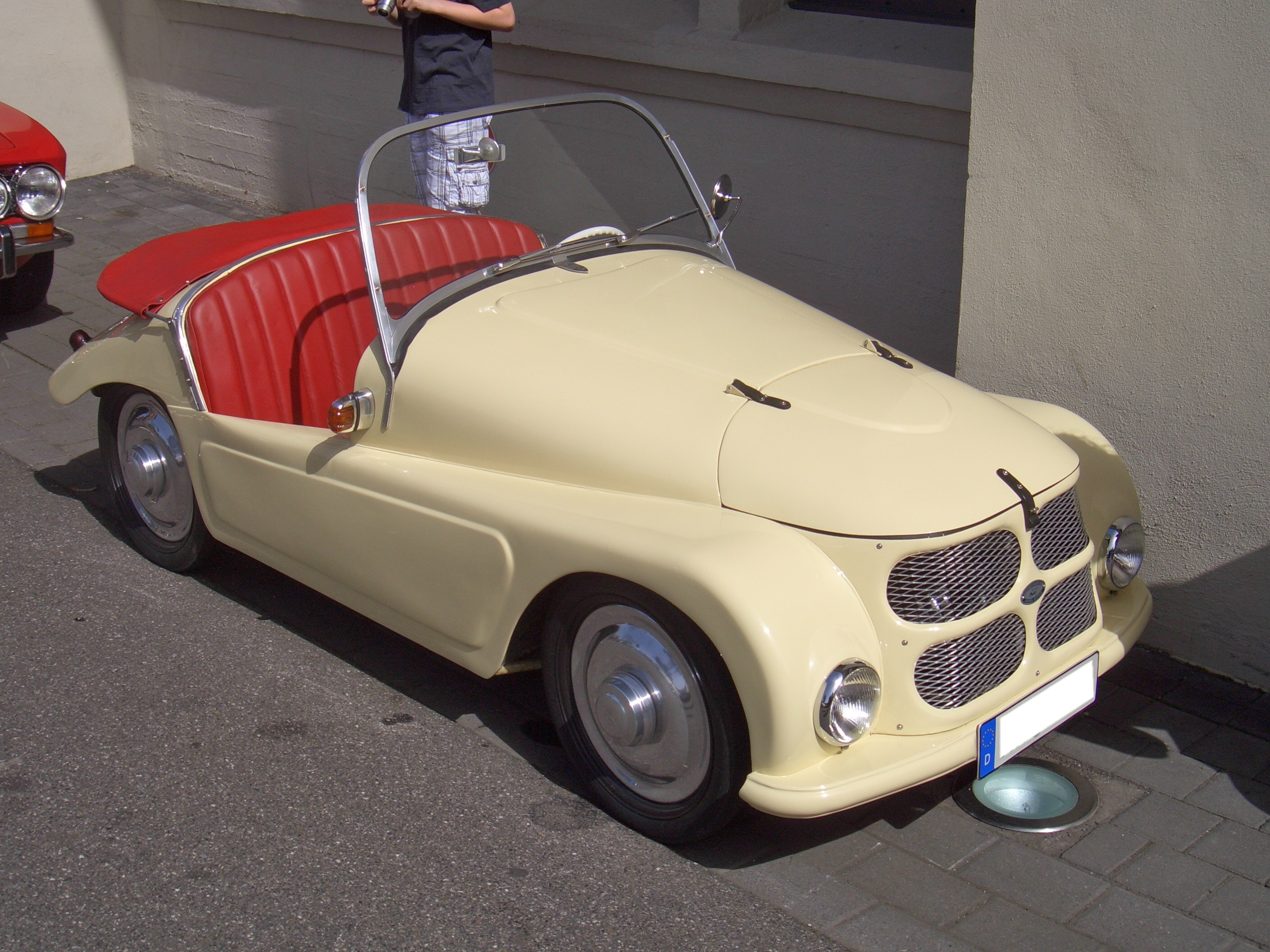
Von Kleinschnittger produzierter F125

Kleinschnittger begann 1939 mit der Entwicklung eines Automobils und stellte ein Fahrgestell her, das im Wesentlichen aus alten Flugzeugteilen bestand. Während des Zweiten Weltkrieges ruhte die Entwicklung. Der erste Prototyp wurde Ende der 1940er Jahre fertiggestellt. Die Windschutzscheibe aus Plexiglas war aus Teilen alter Militärflugzeuge angefertigt, die Kotflügel waren von einem Motorrad. Als Antrieb diente ein 98-cm³-DKW-Motor im Heck. Das Straßenverkehrsamt in Niebüll erteilte trotz etlicher Sicherheitsmängel, wie z. B: keine Winker, nur ein Scheinwerfer, eine Betriebserlaubnis. Kleinschnittger suchte einen Geldgeber für die Serienproduktion und fand ihn in dem Hamburger Kaufmann Walter Lembke. Als geeigneter Betriebsort wurde Arnsberg mit seinen zahlreichen metallverarbeitenden Betrieben in der Umgebung ausgemacht. Entscheidend war auch die Nähe zum Ruhrgebiet als interessanter Absatzmarkt. Es wurde die Kleinschnittger GmbH in Arnsberg gegründet, die alsbald auf einem 10.000 m² großen Grundstück mit etwa 50 Mitarbeitern Automobile produzierte. Kurz nach Produktionsbeginn des Kleinschnittger F 125 schied der anfängliche Geldgeber Lembke im Mai 1950 aus dem Unternehmen aus und wurde mit einem Kredit von Kleinschnittgers Hausbank ausbezahlt. 
Der Kleinschnittger Roadster F 125 wurde von 1950 bis 1957 in einer Stückzahl von etwa 2000 Fahrzeugen gebaut. Länger war das Fahrzeug nicht mehr zeitgemäß und fand keine Käufer mehr, da die Zeit für solch minimalistische Konstruktionen ab Mitte der 50er Jahre vorbei war und infolge gestiegenen Wohlstands der Trend zu größeren und komfortableren Fahrzeugen ging. Zwar gab es Pläne für ein größeres und moderneres Nachfolge-Modell, das sogar kurz vor dem Produktionsbeginn stand, was durch den Konkurs des Unternehmens aber verhindert wurde. 
Kleinschnittger meldete 1957 Konkurs an. Bei der Abwicklung des Unternehmens kaufte er die vorhandenen Ersatzteile aus der Konkursmasse zurück und stellte so die Ersatzteilversorgung für die produzierten Fahrzeuge sicher. Nach dem Konkurs produzierte Kleinschnittger, zusammen mit seiner Frau, Holzbeschläge für die Lampenindustrie, sowie Schweißelektroden für AEG. Bis zu seinem Tod stand Paul Kleinschnittger der kleinen Liebhabergemeinde seiner Fahrzeuge mit Rat und Tat zur Seite.
Kleinschnittger wurde in Bontkirchen beerdigt.